# HD 73281
HD 73281，又名BD-04 2401，SAO 136103、HR 3411，是一颗恒星，视星等为6.19，位于銀經230.32，銀緯20.88，其B1900.0坐标为赤經8h 32m 28.5s，赤緯-4° 20.88′ 8″。